# Žukauskas
Žukauskas ist ein litauischer männlicher Familienname, abgeleitet vom litauischen Familienname Žukas, abgeleitet vom russischen Wort жук ('Käfer').

## Weibliche Formen
- Žukauskienė, verheiratet
- Žukauskaitė, ledig

## Personen
- Antanas Žukauskas (1939–2022),  Bildhauer und Medailleur
- Artūras Žukauskas (* 1956),  Physiker und Politiker, Seimas-Mitglied, Rektor der Vilniaus universitetas
- Eurelijus Žukauskas (* 1973),  Basketballspieler
- Gerardas Žukauskas (* 1994),  Fußballspieler
- Henrikas Žukauskas (* 1951),  Architekt und Politiker, Umweltminister
- Jonas Žukauskas (* 1959),  Politiker, Bürgermeister von Raseiniai
- Leonas Žukauskas, litauischer Fußballspieler
- Liudvikas Žukauskas (* 1952), Politiker, Bürgermeister von Skuodas
- Lukas Žukauskas (* 1993), Fußballtorhüter
- Mindaugas Žukauskas (* 1975),  Basketballspieler